# Minidorysthetus ucayaliensis
Minidorysthetus ucayaliensis är en skalbaggsart som beskrevs av Soula 2006. Minidorysthetus ucayaliensis ingår i släktet Minidorysthetus och familjen Rutelidae. Inga underarter finns listade i Catalogue of Life.